# Digart
Digart — nieczynna strona internetowa typu Web 2.0, umożliwiająca publikację własnych dzieł twórcom grafiki, prozy i poezji, zarówno profesjonalistom jak i amatorom. Każdy mógł zamieścić w nim swoje dzieło, które oglądali i komentowali inni użytkownicy. Był w tym podobny do swojego amerykańskiego pierwowzoru, DeviantArtu. Autorzy Digartu dzielili się na administratorów i moderatorów, podobnie jak na forach internetowych.
Głównym pomysłodawcą Digartu był Piotr „Kaczo” Kaczor, który to rozpoczął prace nad Digartem 24 października 2001. Oficjalnie Digart wystartował 2 lutego 2002. 
W roku 2008 powstała wersja serwisu DigartLajt, przeznaczona na telefony komórkowe. Jednocześnie powstała nowa kategoria grafik „Mobile Art”.
Digart dzielił się na działy, które upraszczały komunikację i wyszukiwanie odpowiednich grafik w serwisie. Główne kategorie to:
1. Fotografia
2. Tapety
3. Rysunek
4. Grafika
5. Malarstwo
6. Projekty
7. Poezja
8. Proza
9. Handmade
10. Inne

Serwis działał do końca stycznia 2018 roku.